# سكدان
وادي سكدان هو أحد أودية حضرموت حيث يقع بين وادي حكمة من الشرق ومجرى وادي عدم من الغرب يبعد عنه بحوالي 4 كم متر من المجرى وتبعد عن مديرة ساه بحوالي 30 كم تقريبا وساه هي المركز التي يتبع لها الوادي ومناطقه إداريا وتبعد عن سيئون المدينة الحضرمية الشهيرة بحوالي 85 كم تقريبا لها طريق ممهدة وليست أسفلتي تبعن عن الطريق الأسفلتيه بحوالي 13 كم تقريبا ومفرقها من منطقة الضبيعة .
الأمطار بالوادي موسمية لا يوجد ربيع وخريف إنما صيف وشتاء فقط .. يتخلل الوادي عدة أوديه صغيره منها (حراد - واورم - وغيرها) ..
تقع منطقة سكدان داخل الوادي وهي قرية عدد وحداتها السكنية تجاوزة 140 وحدة تقريبا وسميت المنطقة نسبة للوادي .. الوادي أيضا يظم منطقة الحزم وهي في نهاية الوادي أي بمقربه من مجرى وادي عدم .. وموقع المنطقة هذا مميزها جدا حيث كما هو معلوم للكل انه «لايدخل سكدان الا قاصد» ..
تقع على جنبات الوادي مناطق زراعية أو ما تسمى بالشروج ومن أشهر الشروج في أول الوادي والشرج (مدلج) اما شروج التي قريبه من المنطقة السكنية أشهرها حراد ..
السكان : يبلغ عدد سكان سكدان حوالي 1040 نسمة.
أبرز شخصيات المنطقة ثلاثة مقادمة للمنطقة وهم المقدم حسن بن عبد الله بن قعفان والمقدم عمر بن عبد الله بن قماش و عمر بن سعيد بن بالحتيش ...
من الشخصيات البارزة بالمنطقة الشيخ عبد الله مبارك بن قعفان وهو ممثل المنطقة بالمجلس المحلي بالمديرية ويتولى منصب حكومي للعلاقة مع الشركات النفطية ..
يتواجد بالمنطقة مسجدان الجامع وهو كبير وأيضا مسجد صغير (مسجد الشيابه سابقا) ويوجد بالمنطقة وحدة صحية مع مساعد صحي للطوارئ ... هناك مدرسة بالوادي تتكون من مبنيين (بنين وبنات) ومدير المدرسة من أبناء المنطقة وهو الأستاذ عبد الله مرزوق الجابري ..
توجد خدمات بالمنطقة منها الخدمات الصحية حيث تتمثل بالوحدتان الصحية التي بنية بعد الوحدة وأيضا توجد الوحدات التعليمية الممثلة في المدرسة التي لأذكر تاريخ تأسيسها وهناك مشاريع المياه التي تعددت وتطورت إلى ما وصلت له اليوم بقيادة ابن المنطقة البار السيد يحيى على بن قماش ..وتم في السنوات الأخيرة ربط المنطقة بكهرباء الوادي والصحراء حيث كانت تعتمد على مشروعها الخاص .. وأيضا تم ربطها بشبكة التلفون الأرضي الذي اسعد أهل المنطقة كثيرا حيث كان حلما ..
وتم إنجاز مشروع السد الذي يحُد مجراً للسيول الذي استفادت المنطقة منه كثيرا ..